# اثر ماشه
اثر ماشه (به انگلیسی: The Trigger Effect) فیلمی محصول سال ۱۹۹۶ و به کارگردانی دیوید کپ است. در این فیلم بازیگرانی همچون کایل مک‌لاکلن، الیزابت شو، درموت مالرونی، مایکل روکر، ریچارد تی جونز، بیل اسمیترویچ، فیل برونس، جک نوثورتی و ریچارد شف ایفای نقش کرده‌اند.